# Monts Faucilles
Les monts Faucilles sont une série de collines disposées en arc, faisant partie des plateaux de la Saône, le long du seuil morvano-vosgien qui marque la séparation entre le Plateau lorrain au nord et le haut bassin de la Saône au sud. Ils se situent à l'ouest du massif des Vosges et au nord-est du Morvan, empiétant sur le sud-est du département de la Haute-Marne et s'étendant sur la partie du département des Vosges appelée Vôge. Ils sont confondus avec le seuil de Lorraine.

## Toponymie

### Évolution
Le toponyme « monts Faucilles » apparait pour la première fois dans une notice descriptive de la « Carte de la Gaule » dans l'édition de 1606 de l'Atlas de Mercator.
Désignant initialement le massif des Vosges et les plateaux périvosgiens, ce toponyme a désigné par la suite l'ensemble des plateaux de la Saône, entre massif des Vosges et plateau de Langres. Selon L. Gallois, la dénomination « monts Faucilles » serait à imputer à une erreur de transcription toponymique de l'actuel col du Mont de Fourche (situé entre la vallée de la Moselle et celle du Breuchin), la confusion étant ultérieurement entretenue par la présence du mont des Fourches près de Lamarche.
Dans son Architecture du sol de la France de 1903, O. Barré propose de restreindre le toponyme au relief septentrional de la forêt de Darney. Vidal de La Blache, dans son Atlas général de 1909, reprend cette proposition en suggérant de substituer au toponyme « monts Faucilles » celui de « seuil de Lorraine », plus approprié à la réalité topographique. Cette acception est reprise par la cartographie ultérieure.

### Controverse
Pour les géographes du XVIIIe siècle, le concept orographique de « monts Faucilles » était censé relier le massif des Vosges au plateau de Langres. Ce concept, repris au XIXe siècle, relève de l'approche topographique selon laquelle les grands bassins fluviaux sont nécessairement limités par des montagnes.
L. Grégoire, dans son Dictionnaire encyclopédique d'Histoire, de Biographie, de Mythologie & de Géographie de 1880, donne la définition suivante : « Les Monts-Faucilles sont la section de la dorsale européenne qui unit le Plateau de Langres aux Vosges méridionales. Elle forme un arc de cercle (de là son nom) allant de l'ouest à l'est… ». Dans son Origine du nom de Faucilles de 1910, L. Gallois réfute les assertions de L. Grégoire : « … entre les Vosges et le Plateau de Langres, il n'y a ni chaîne, ni dorsale… nulle part il n'y a de dénivellation importante, ni à plus forte raison d'obstacle. Les roches cristallines des Vosges disparaissent vers Plombières sous le manteau sédimentaire. ».
En dépit des objections et propositions de Barré, La Blache et Grégoire, la confusion perdure, y compris sur Internet :
- les « monts » deviennent une « chaîne » sur le site de la Voie Verte des Vosges ;
- « Ménamont (467 m), point culminant des monts Faucilles, ligne de partage des eaux entre les bassins de la mer du Nord et de la Méditerranée, à Vioménil où est la source de la Saône » selon le Quid. À Vioménil se trouve en effet la source de la Saône mais nullement le point culminant. Le sculpteur J.-L. Rollin veut voir ce « sommet » à 467 m aussi, mais à Bleurville (commune qui en réalité culmine à 382 m) ;
- pour Encarta, « la Saône prend sa source dans les Vosges, dans les monts Faucilles, au sud-ouest d'Épinal, à 400 m d'altitude » ;
- Bourbonne-les-Bains (Haute-Marne) se voit aussi dans les monts Faucilles : « Bourbonne-les-Bains occupe, au pied des derniers contreforts du plateau de Langres (lesquels sont en réalité les plateaux de la Saône), une région vallonnée qui s'étend jusqu'aux Vosges qu'on appelle monts Faucilles en raison de la forme arrondie des collines qui s'y trouvent »[3] ;
- certaines communes limitent l'appellation à des éléments de la côte du grès rhétien dans les environs de Lamarche ;
- la mairie de Xertigny écrit que « la commune appartient au pays de la Vôge, au centre sud du département, entre les monts Faucilles à l'ouest et le massif vosgien à l'est ».

## Géographie

### Localisation
Le relief du seuil de Lorraine correspond au secteur oriental des plateaux de la Saône fermant le nord de la dépression de Darney-Monthureux, entre la haute vallée du Mouzon à l'ouest et celle du Côney à l'est, parcourue par le canal de l'Est. Il forme la partie occidentale de la Vôge, une région naturelle couvrant une partie du quart sud-ouest du département des Vosges et l'extrême nord du département de la Haute-Saône.

### Topographie
À 501 m d'altitude, le point culminant du massif est le mont des Fourches, une butte-témoin faisant face à la cuesta de l'Infralias. C'est près d'un autre sommet principal, le Ménamont (466 m), que naissent la Saône, affluent du Rhône, et le Madon, sous-affluent du Rhin. Bien que peu élevé, ce massif n'offre pas d'axe de circulation facile : 433 m au col du Poirier, 417 m au col des Clochettes, 408 m au col du Haut de Salin. Le passage du canal de l'Est dans les années 1880 a nécessité de nombreux ouvrages d'art.

### Orographie et géologie
Le seuil de Lorraine s'intercale entre celui de Langres au sud-ouest et le piémont du massif des Vosges à l'est, correspondant au pays de Hadol-Xertigny. L'ensemble géologique constitué par ces deux seuils et celui de Bourgogne au sud, entre Morvan au sud-ouest et massif des Vosges au nord-est, est le seuil morvano-vosgien.
Son relief-directeur, d'orientation générale nord-est / sud-ouest, est structuré par le plateau de Langres au sud-ouest et les plateaux de la Saône au nord-est. Le seuil morvano-vosgien, dont le socle participe du plissement hercynien, correspond au détroit séparant les mers recouvrant le bassin anglo-parisien et le bassin rhodanien au Keuper (Trias supérieur). Son histoire géologique est tributaire des processus d'épirogenèse et de sédimentation ayant concerné le sud-est du Bassin parisien.
La ligne de crête du relief est dans la continuité nord-est de celle de l'Apance-Amance au sud-ouest. Cette micro-région naturelle couvre les digitations sud-ouest des plateaux de la Saône constituant la partie orientale du seuil de Langres. Le versant méridional de la ligne de crête marquant la séparation des eaux entre mer du Nord et mer Méditerranée correspond au haut bassin supérieur de la Saône, les eaux des plateaux calcaires du versant septentrional étant tributaires de la Moselle à l'est et de la Meuse à l'ouest.

## Économie
Plusieurs stations thermales jalonnent les monts Faucilles : Bourbonne-les-Bains, Contrexéville, Vittel et autrefois Martigny-les-Bains, non loin des stations de Bains-les-Bains et Plombières-les-Bains, situées dans la Vôge. C'est plus généralement une région spécialisée dans le tourisme vert.